# Clase João Coutinho
La clase João Coutinho es una serie de seis corbetas construidas para la Marina Portuguesa para prestar servicios en las colonias portuguesas en África. Las corbetas, fueron diseñadas en Portugal, por el ingeniero Rogério d'Oliveira, pero la urgente necesidad de su entrada en servicio, debido a las guerras coloniales, hicieron necesario el que se contratara su construcción a astilleros situados en el exterior. De los seis buques construidos, los tres primeros lo fueron en los astilleros alemanes de Blohm + Voss, y los tres restantes fueron construidos por la Empresa Nacional Bazán en España. Todos fueron botados entre 1970 y 1971.
Desde 1970 hasta el final del conflicto en 1975, las corbetas fueron usadas en tareas de patrulla y en misiones de apoyo artillero en Angola, Mozambique, Guinea-Bissau y Cabo Verde. Tras la independencia de las colonias, las corbetas, fueron asignadas a tareas de patrulla en aguas territoriales portuguesas y de control de la Zona Económica Exclusiva.
La clase João Coutinho ha servido como base para otros diseños de corbetas como pueden ser las clases:
- Baptista de Andrade[1] (Portugal).
- Descubierta[2] (España, Egipto y Marruecos).
- Espora (MEKO 140)[3] (Argentina)
- D'Estienne d'Orves (A-69)[4] (Francia, Argentina y Turquía)

## Barcos
| Numeral | Nombre                    | Constructor  | Asignada | Estado actual |
| ------- | ------------------------- | ------------ | -------- | ------------- |
| F 471   | NRP António Enes          | Bazán        | 1971     | En servicio   |
| F 475   | NRP João Coutinho         | Blohm + Voss | 1970     | Dada de baja  |
| F 476   | NRP Jacinto Cândido       | Blohm + Voss | 1970     | Dada de baja  |
| F 477   | NRP General Pereira D'Eça | Blohm + Voss | 1970     | Dada de baja  |
| F 484   | NRP Augusto de Castilho   | Bazán        | 1970     | Dada de baja  |
| F 485   | NRP Honório Barreto       | Bazán        | 1970     | Dada de baja  |